# Orchomene obtusa
Orchomene obtusa är en kräftdjursart som först beskrevs av Georg Ossian Sars 1891.  Orchomene obtusa ingår i släktet Orchomene och familjen Lysianassidae. Arten är reproducerande i Sverige. Inga underarter finns listade i Catalogue of Life.